# لشک زدونی
لِـشِک زدونی (لهستانی: Leszek Zduń؛ زادهٔ ۱۹۷۲) بازیگر، صداپیشه و مدیر دوبلاژ اهل لهستان است. وی دانش‌آموختهٔ آکادمی ملی هنرهای نمایشی آ.س.ت. در کراکوف است.
از فیلم‌ها یا مجموعه‌های تلویزیونی که وی در آن‌ها نقش داشته‌است، می‌توان به نشانه‌گذاری‌شده، سال‌های شیرین، تاج پادشاهان، خدایان، ع چون عشق، در خیابان سپولنی، عشق اول، پزشکان، پدر متیو، کارآگاهان جنایی، چه خوب و چه بد، خانواده جایگزین و بازگشته اشاره نمود.